# Беким Фехмију
Беким Фехмију (алб. Bekim Fehmiu; Сарајево, 1. јун 1936 — Београд, 15. јун 2010) био је српски и југословенски филмски, телевизијски и позоришни глумац. Био је први источноевропски глумац који је наступио у Холивуду током трајања хладног рата. Сматран је за једног од најбољих глумаца југословенске кинематографије.

## Биографија

### Младост
Рођен је 1. јуна 1936. у Сарајеву у албанској породици из Ђаковице. Његов отац Ибрахим је усвојио свој средњошколски надимак Фехмију као презиме које је заменило оригинално Имер Халили. Породица се преселила у Скадар, где су провели три године, а 1941. се вратила у Југославију где су се настанили у Призрену, где је Беким провео детињство. Основно и средње образовање завршио је у Призрену. Студирао је на Академији за позоришну уметност, од 1956. до 1960. године, у класи професора Мате Милошевића, код кога је и дипломирао. Био је члан глумачког клуба своје гимназије у Призрену, а након дипломирања постао је члан Покрајинског народног позоришта у Приштини, јединог професионалног позоришта на албанском језику у Југославији. Дипломирао је на Факултету драмских уметности (ФДУ) у Београду 1960. године.

### Глумачка каријера
У бившој Југославији је био велика звезда 1960-их и 1970-их година, прославио се у црно-таласном филму „Скупљачи перја“, али је глумио и у другим деловима Европе, нарочито у Италији. Имао је дугогодишњи уговор са италијанским режисером Дином де Лаурентисом, сарађивао је са Џоном Хјустоном, Оливијом де Хевиленд, Авом Гарднер, Дирком Богардом, Шарлом Азнавуром и другима.
Окушао се и у америчкој кинематографији, али га америчка публика није добро прихватила, и по неким критикама своју улогу у америчком филму „Авантуристи“ (1971) није добро одглумио, што је наводно уништило његове шансе да се пробије у Холивуду. Такође, неки амерички критичари „Авантуристе“ описују као филм који „није успио да од Фехмијуа начини међународну звезду“.
Самоиницијативно се престао бавити глумом 1987. године, „у знак протеста због антиалбанске пропаганде“.

### Смрт
Фехмију је пронађен мртав 15. јуна 2010. године у свом стану у Београду. Први извештаји наводе да је извршио самоубиство. Тадашњи министар унутрашњих послова, Ивица Дачић, рекао је да је Фехмију пронађен упуцан у свом стану и да је пиштољ регистрован на Фехмијуово име. Имао је 74 године. Његово тело је кремирано, а пепео развејан у Призренској Бистрици у Призрену, дому његовог детињства.

## Приватни живот
Био је ожењен колегиницом, глумицом Бранком Петрић, са којом је имао два сина — Хедона и Уликса. Уликс Фехмију (1968) се такође бави глумом. Живео је са својом супругом, браћом и сестрама на релацији Београд–Приштина–Призрен.
У априлу 2001, у издању „Самиздата Б92“ објавио је књигу успомена „Блиставо и страшно“, коју је написао још 1985. Други део ове књиге објављен је постхумно, у јесен 2012. Говорио је неколико језика, у које спадају: српски, албански, македонски, турски, ромски, шпански, енглески, француски и италијански језик.

## Наслеђе
The New York Times га је назвао „југословенским срцоломцем” због његових младалачких освајања и познанстава са Брижит Бардо и Авом Гарднер. Деценијама након његовог последњег појављивања на екрану, читаоци водећег италијанског часописа за жене прогласили су га за једног од десет најатрактивнијих мушкараца 20. века.
Фехмију се појавио у 41 филму између 1953. и 1998. године. Био је један од првих албанских позоришних и филмских глумаца који су глумили у позориштима и филмовима широм Југославије, са Абдурахманом Шаљом, Фаруком Беголијем и Енвером Петровцијем, појавивши се у низу улога које су промениле историју југословенске кинематографије и оставио трага у уметничком развоју на другим местима. До краја каријере глумио је у филмским продукцијама на девет језика, укључујући балканске језике, француски, шпански, енглески и италијански.
Самиздат Б92 је 2001. објавио књигу мемоара Бекима Фехмијуа под насловом Блиставо и страшно, која описује његов живот до 1955, односно године када је постао глумац.

## Награде
- На Фестивалу југословенског играног филма у Пули освојио је две узастопне награде за најбољу споредну мушку улогу, за улогу Халил-бега у филму „Рој“ (1966) и Белог Боре Перјара у „Скупљачима перја“ (1967).

## Филмографија
|                   | 1960▼ | 1970▼ | 1980▼ | 1990▼ | 2010▼ | Укупно |
| ----------------- | ----- | ----- | ----- | ----- | ----- | ------ |
| Дугометражни филм | 14    | 18    | 5     | 1     | 1     | 39     |
| ТВ филм           | 1     | 0     | 2     | 1     | 0     | 4      |
| ТВ мини серија    | 1     | 1     | 1     | 0     | 0     | 3      |
| ТВ кратки филм    | 0     | 1     | 0     | 0     | 0     | 1      |
| Укупно            | 16    | 20    | 8     | 2     | 1     | 47     |

| Год.    | Назив                                 | Улога                     |
| ------- | ------------------------------------- | ------------------------- |
| 1960-е▲ |                                       |                           |
| 1961.   | Не убиј                               | Чувар у чекаоници         |
| 1962.   | Саша                                  | Марић                     |
| 1964.   | Под истим небом                       | Керим                     |
| 1965.   | Непријатељ                            |                           |
| 1965.   | Ко пуца отвориће му се                |                           |
| 1965.   | Клаксон                               |                           |
| 1965.   | Девојка                               |                           |
| 1966.   | Рој                                   | Халил-бег                 |
| 1966.   | Морган!                               |                           |
| 1966.   | Време љубави                          | Милија                    |
| 1966.   | Топле године                          |                           |
| 1967.   | Протест                               | Иво Бајшић                |
| 1967.   | Скупљачи перја                        | Бели Бора Перјар          |
| 1968.   | Узрок смрти не помињати               | Михајло                   |
| 1968.   | Прљаве руке                           |                           |
| 1968.   | Одисеја                               | Одисеј                    |
| 1970-е▲ |                                       |                           |
| 1970.   | Авантуристи                           | Дакс Ксенос               |
| 1971.   | Клопка за генерала                    | Доктор, обавјештајац ОЗНЕ |
| 1971.   | Ђавоља кичма                          | Капетан Виктор Калеб      |
| 1972.   | Bekim Fehmiu në Shqipëri              | глумио себе               |
| 1972.   | Паљење Рајхстага                      | Георги Димитров           |
| 1973.   | Либера, љубави моја...                | Сандро Пођи               |
| 1973.   | Последњи снегови пролећа              | Роберто                   |
| 1974.   | Сведок мора бити ућутан               | Ђорђо Сирони              |
| 1974.   | Каљостро                              | Гроф Александер Каљостро  |
| 1974.   | Игра истине                           |                           |
| 1974.   | Депс                                  | Депс                      |
| 1974.   | Кошава                                | Адам Миловановић          |
| 1975.   | Павле Павловић                        | Павле Павловић            |
| 1975.   | Дозвола за убиство (1975)             | Александер Дијаким        |
| 1976.   | Салон Кити                            | Ханс Рајтер               |
| 1977.   | Прости шећер                          | Марко                     |
| 1977.   | Црна недеља                           | Мухамед Фазил             |
| 1977.   | Специјално васпитање                  | Васпитач Жарко Мунижаба   |
| 1978.   | Стићи пре свитања                     | Есад Љуми                 |
| 1979.   | Партизанска ескадрила                 | Мајор                     |
| 1979.   | Стари и млади (ТВ мини-серија)        | Аурелио Коста             |
| 1980-е▲ |                                       |                           |
| 1981.   | Широко је лишће                       |                           |
| 1982.   | Глас сестре Терезе                    |                           |
| 1982.   |                                       | Влсдар                    |
| 1985.   | Црвени и црни                         | Да Ђозо                   |
| 1987.   | Последња прича                        | Никола                    |
| 1987.   | Дете по имену Исус                    | Праведни Јосиф            |
| 1989.   | Очајна Ђулија                         | Армандо Зани              |
| 1990-е▲ |                                       |                           |
| 1998.   | Срце и мач                            | Гормонд                   |
| 2010-е▲ |                                       |                           |
| 2010.   | Genghis Khan: The Story of a Lifetime |                           |